# رالي أستراليا 2017
رالي أستراليا 2017 هو سباق رالي أقيم في الفترة من 17 إلى 19 نوفمبر 2017 في نيوساوث ويلز. تكون الرالي من 21 مرحلة.